# Župnija Nova Cerkev
Župnija Nova Cerkev je rimskokatoliška teritorialna župnija dekanije Celje - Nova Cerkev, ki je del Škofije Celje.

## Zgodovina
Cerkvena organizacija na sedanjem slovenskem ozemlju je bila dokončno izoblikovana v času oglejskega patriarha Pelegrina I. (1128-1161). V oglejskem delu, južno od Drave, je bilo 14. pražupnij, ki jih lahko, glede na približni čas ustanovitve, razvrstimo:
- pred madžarskimi vpadi v 9. stoletju: - Šempeter v Savinjski dolini, - Gornji Grad (sv. Mohor), - sv. Martin pri Slovenj Gradcu, Braslovče (Marija vnebovzeta)
- 10. stoletje: - Laško (sv. Martin), - Hoče (sv. Jurij) - Pilštanj (sv. Mihael), - Škale pri Velenju (sv. Jurij) - župnijske cerkve ni več
- 11. stoletje: - Slovenske Konjice (sv. Jurij) - Slivnica pri Mariboru (Marija vnebovzeta), - Ponikva (sv. Martin), Nova Cerkev (Sv. Lenart), - Videm ob Savi (sv. Rupert)
- 12. stoletje: - Rogaška Slatina (sv. Križ).

Kljub zgoraj navedenemu je v pisnih virih razvidno, da je leta 1025, ko je savinjski grof Viljem II. od kralja Konrada II. prejel del Dolenjske med Krko in Savo, dobil v last tudi ozemlje med Koprivnico, Hudinjo in Voglajno. Cerkveno središče tega ozemlja je bila Nova Cerkev. Ime govori za cerkev, ki je bila postavljena pozneje od katere bližnjih cerkva, zato se zastavlja vprašanje, ali gre v resnici za pražupnijo ali vendarle za župnijo, ki se je izločila iz katere bližnjih pražupnij, tudi patronat cerkve, sv. Lenart, govori za mlajšo ustanovo. V tem primeru pride najbolj v poštev pražupnija Šempeter v Savinjski dolini, kar pa se je zgodilo v vsakem primeru pred izločitvijo celjske župnije, vendar o tem ni pisnih virov. 
Ko se leta 1236 v pisnih virih župnija Nova Cerkev prvič pojavi, in sicer prek župnika kot priče (navaja se Ottone de Noua ecclesia), je imela za seboj že skoraj sto let obstoja. Z župnikom nastopa tudi v papeškem desetinskem seznamu iz leta 1296 (Plebanus Noue ecclesie). Ozemlje, ki ga je grof Viljem II. dobil leta 1025, je bilo po letu 1045 v posesti ženskega samostana v Krki na Koroškem, od leta 1072 dalje pa Krške škofije. Gospostva, ki so nastala na tem ozemlju – najpomembnejše je bilo lemberško (Lemberg, Lengenburg), je škofija dajala v fevd, samo Novo Cerkev pa priključila vitanjskemu gospostvu. Kolikor je o tem pisnih virov, je bila župnija patriarhatska »pleno iure«. Krškim škofom se namreč ni posrečilo ali celo ni bilo mogoče pridobiti njenega patronata.
Župnija je bila zelo velika, saj je obsegala tudi območje sedanjih župnij Vojnik (ustanovljena 1613), Dobrna (ustanovljena 1790), Šmartno v Rožni dolini (ustanovljena 1766), Frankolovo (ustanovljena 1873), Ljubečna (ustanovljena 1975) in Sv. Jošt na Kozjaku (ustanovljena 1891), ne pa območja sedanje župnije Vitanje, ki je bila vikariat in zatem kot samostojna župnija najbrž že v 11. stoletju izločena iz pražupnije Šmartno pri Slovenj Gradcu. 
Iz poznejših listin vemo, da je patriarh Ludovik Scarampa enkrat po svojem nastopu konec leta 1439 (verjetno pa ne veliko pred letom 1455), s privoljenjem papeža Nikolaja V. župnijo inkorporiral (izročil v upravljanje) kolegiatnemu kapitlju sv. Nikolaja iz Strassburga v Avstriji, kjer je bil dolga stoletja na gradu sedež krških škofov.
V zvezi z inkorporacijo župnije je papež Nikolaj V. izdal odlok leta 1455, vendar je še pred veljavo odloka umrl. Njegov naslednik papež Pij II. je leta 1459 ponovno potrdil omenjeni odlok, vendar je tudi on umrl pred pravnomočnostjo. Šele papež Pavel II. je lahko 11. julija 1468 potrdil pravnomočnost odloka o župniji sv. Leonarda. Inkorporacija je bila »pleno iure«, se pravi, da je kapitelj lahko za župnike nameščal kanonike iz svojih vrst ali pa tudi druge, ne da bi za imenovanje potreboval privoljenja oglejskega patriarha. Dušno oskrbo »na terenu« izven sedeža župnije pa so tako in tako opravljali le vikarji. 
Kaže, da je na teritoriju župnije Nova Cerkev v srednjem veku nastal zgolj en sam vikariat, in sicer pri cerkvi sv. Jerneja v Vojniku. Ta je z istoimenskim gradom (Hoheneck, Hochenegg) tvoril otok sredi ozemlja krške škofije, ki ga je Ema Krška zaradi pomembne strateške lege na prometni povezavi med Savinjsko dolino in Podravinjem iz svojega volila izločila. Leta 1306 se v Vojniku omenja kaplan, drugih podatkov iz srednjega veka pa ni. . Tako je prva omemba tamkajšnjega vikariata šele v vizitacijskem zapisniku iz let 1544/45. Vojniška cerkev je sicer zapisana kot podružnica, vendar je dodano, da je inkorporirana župnijski cerkvi sv. Leonarda ter v prezentaciji in konfirmaciji strassburškega kapitlja. Župnija v Novi Cerkvi takrat ni bila kapiteljska zgolj v polnih pravicah, s prezentacijo in konfirmacijo, ampak tudi z odvetništvom.
Vojniški vikariat je torej bil podrejen župniji Nova Cerkev, z odvetništvom pa se razkriva njegova pripadnost vojniškemu gospostvu z gradom, ki pa je po izumrtju vojniških plemičev leta 1241 pripadel deželnemu knezu.
Ko je leta 1751 je papež Benedikt XIV., tudi na pritisk dunajskega dvora, oglejski patriarhat ukinil, je za ozemlje patriarhata pod habsburško vladavino (tj. za večino slovenskega prostora do reke Drave na severu) naslednje leto ustanovil Goriško škofijo, za ozemlje beneške republike v Furlaniji pa Videmsko škofijo.
Po začasni ukinitvi Goriške nadškofije (1787), po preureditvi škofijskih meja, v času vladanja cesarja Jožefa II., so bile v procesu preoblikovanja, v letih 1787–1789, župnije velikovškega okrožja na Koroškem in celjskega okrožja na Štajerskem, med njimi tudi župnija Nova Cerkev, priključene k tedanjim zgolj osmim župnijam Lavantinske škofije.
V župniji je v obdobju 1827 do 1829 kot kaplan deloval blaženi Anton Martin Slomšek.
Ker je sedež Lavantinske škofije še naprej ostal v oddaljenem Šentandražu, so se kmalu nadaljevala prizadevanja za selitev škofijskega sedeža in preoblikovanje škofijskih meja, do česar je prišlo šele v času škofovanja blaženega Antona Martina Slomška, ki je uspel, da se je lahko 4. septembra 1859 sedež škofije preselil v Maribor in da so se na novo določile meje mariborske, zgolj naslovno še lavantinske škofije.

### Novejši zgodovinski dogodki, povezani z župnijo
Do 7. aprila 2006, ko je bila ustanovljena Škofija Celje, je bila župnija del Celjskega naddekanata Škofije Maribor.
Do reorganizacije nadekanatov in dekanij Škofije Celje dne 1. septembra 2021, je bila župnija sestavni del Dekanije Nova Cerkev.

## Sakralni objekti
|    | slika | cerkev                                 | kraj / naselje          |
| -- | ----- | -------------------------------------- | ----------------------- |
| 1. |       | Sv. Lenart župnijska cerkev            | Nova Cerkev             |
| 2. |       | Sv. Mihael kapela                      | Nova Cerkev             |
| 3. |       | sv. Katarina Aleksandrijska podružnica | Lemberg pri Novi Cerkvi |